# Real Academia de Artes

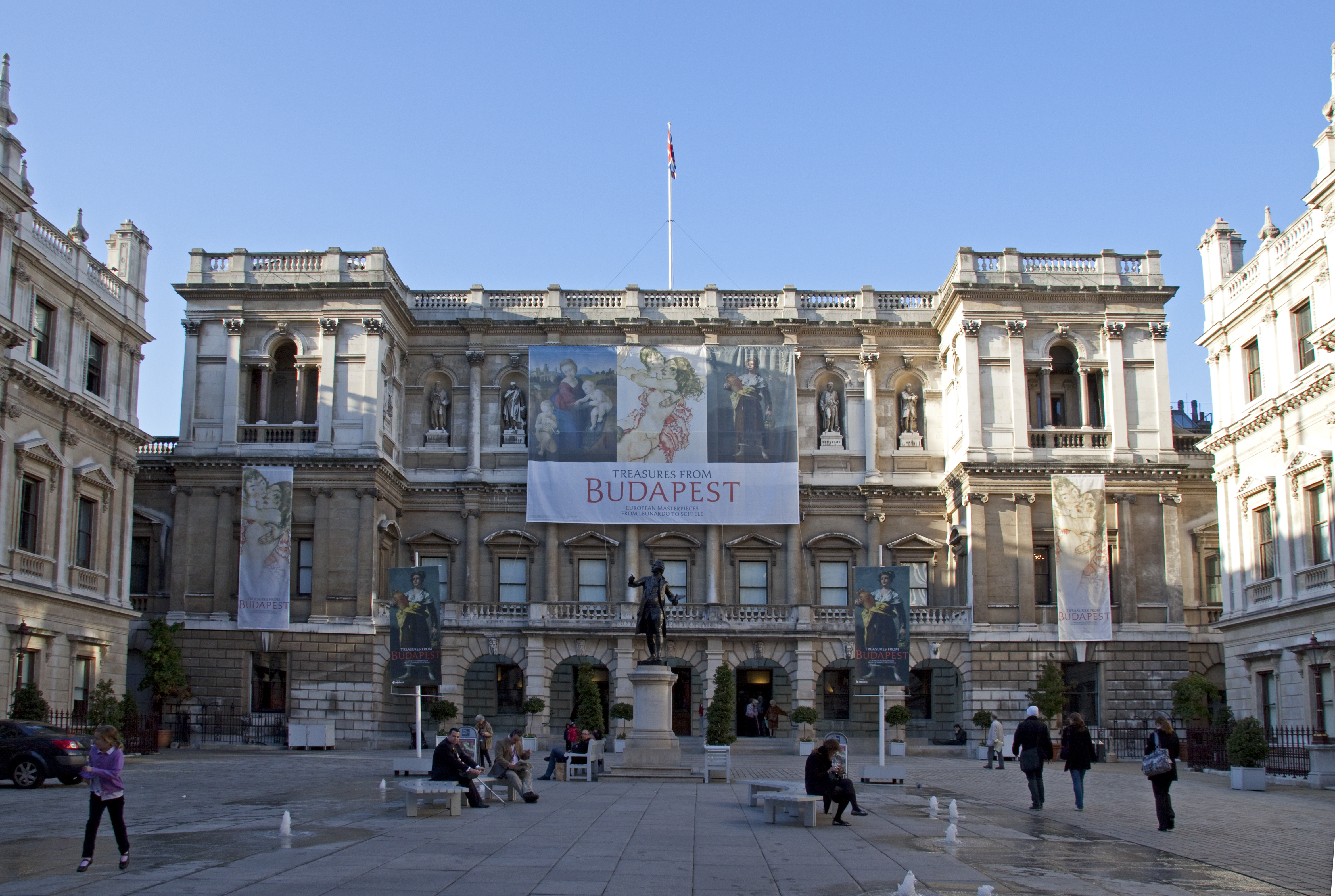
Royal Real Academia de Arte en Burlington House, Londres.

La Real Academia de Artes (en inglés: Royal Academy of Arts) es una institución artística de Londres, con sede en Burlington House, sobre la calle Piccadilly. Promueve el conocimiento, entendimiento y práctica de las artes visuales internacionalmente.
La Real Academia surgió a partir de una disputa entre los arquitectos Sir William Chambers y James Paine por el liderazgo de la Sociedad de Artistas. Paine ganó, pero Chambers juró venganza y usó sus conexiones con el rey para crear una nueva institución artística, la Real Academia, en 1768. Los cuarenta fundadores fueron admitidos el 10 de diciembre de 1768. Sir Joshua Reynolds fue el primer presidente, y Benjamin West el segundo. Fue renovada en 1920 con una nueva enseñanza y técnica. La institución ha tenido varias sedes desde su fundación, y ocupa la actual (Burlington House), en Piccadilly Street, desde 1868. En 2018 el edificio original se ha conectado a otro colindante gracias a un proyecto del arquitecto David Chipperfield, ganando espacio para sus actividades.
La Real Academia no recibe apoyo financiero del estado ni de la Corona. Obtiene ingresos de sus exposiciones y de donaciones. Cuenta con una amplia y rica colección de arte, liderada por el Tondo Taddei de Miguel Ángel Buonarrotti, única escultura del maestro en el Reino Unido. La Academia dirige una escuela de arte para posgraduados, con sede en Burlington House. Los alumnos suelen hacer dos exposiciones al año.
El número de académicos está limitado a 80. Se busca el equilibrio entre las distintas disciplinas, y así, se suele exigir que haya, por ejemplo, al menos 14 escultores y 12 arquitectos. Además de los miembros de la academia (R.A.), existen asociados (A.R.A.), pero no es requisito previo para ser académico. La elección como Presidente de la Real Academia (P.R.A.) suele garantizar ser nombrado caballero, si es que el presidente no ostenta ya tal rango.
Los miembros del público pueden unirse a la Academia como "Amigos", haciendo donaciones, lo que es otra de las fuentes de financiación.

## Colección artística
Los fondos de la Royal Academy suman unos 46.000 objetos: 935 pinturas, 350 esculturas, 700 reproducciones en yeso, 25.000 grabados y dibujos... La joya de la colección es el bajorrelieve en mármol Tondo Taddei de Miguel Ángel, e igualmente capta el interés del público una gran copia al óleo de La Última Cena de Leonardo da Vinci, pintada por Giampietrino. Dado que el mural original de Leonardo se halla muy deteriorado, esta copia del siglo XVI entraña enorme interés.
La colección cuenta con pinturas de los siglos XVIII y XIX, mayormente de artistas vinculados a la Royal Academy: Joshua Reynolds, Thomas Gainsborough, Constable, Turner, Angelica Kauffmann...

## Lista de principales académicos
- Thomas Gainsborough (1768)
- William Hunter (1768; primer académico profesor de anatomía)
- Angelica Kauffmann (1768)
- Sir Joshua Reynolds (1768; presidente 1768-1792)
- Benjamin West (1768; presidente 1792-1805, 1806-1820)
- Sir Thomas Lawrence (1794; presidente 1820-1830)
- John Flaxman (1800; profesor de Escultura 1810-1826)
- Sir John Soane (1802; profesor de la Academia, de Arquitectura 1806-1837)
- J. M. W. Turner (1802)
- John Constable (1829)
- William Dyce (1848)
- John Everett Millais (1863; presidente 1896)
- Alfred Waterhouse (1885)
- John William Waterhouse (1895)
- George Frederic Watts (1897)
- Sir Aston Webb (1903)
- Eduardo Paolozzi (1979)
- Peter Blake (1981)
- David Hockney (1991)

## Presidentes
| Presidente                       | Mandato                |
| -------------------------------- | ---------------------- |
| Sir Joshua Reynolds              | 1768-1792              |
| Benjamin West                    | 1792-1805              |
| James Wyatt                      | 1805-1806              |
| Benjamin West                    | 1806-1820              |
| Sir Thomas Lawrence              | 1820-1830              |
| Sir Martin Archer Shee           | 1830-1850              |
| Sir Charles Lock Eastlake        | 1850-1865              |
| Sir Francis Grant                | 1866-1878              |
| Frederic Leighton, Lord Leighton | 1878-1896              |
| Sir John Everett Millais         | Febrero-agosto de 1896 |
| Sir Edward Poynter               | 1896-1918              |
| Sir Aston Webb                   | 1919-1924              |
| Sir Frank Dicksee                | 1924-1928              |
| Sir William Llewellyn            | 1928-1938              |
| Sir Edwin Lutyens                | 1938-1944              |
| Sir Alfred Munnings              | 1944-1949              |
| Sir Gerald Kelly                 | 1949-1954              |
| Sir Albert Richardson            | 1954-1956              |
| Sir Charles Wheeler              | 1956-1966              |
| Sir Thomas Monnington            | 1966-1976              |
| Sir Hugh Casson                  | 1976-1984              |
| Sir Roger de Grey                | 1984-1993              |
| Sir Philip Dowson                | 1993-1999              |
| Phillip King                     | 1999-2004              |
| Sir Nicholas Grimshaw            | 2004-2011              |
| Christopher Le Brun              | 2011-actualidad        |